# Obere Schießerbachhöhle
Die Obere Schießerbachhöhle (Katasternummer 1616/7 a,b) ist eine Höhle im Toten Gebirge auf Bad Ischler Gemeindegebiet in Oberösterreich. Sie befindet sich im Rettenbachtal in 643 m ü. A. etwa 80 Höhenmeter oberhalb der Forststraße zur Rettenbachalm.

## Beschreibung
Die Höhle besitzt einen unscheinbaren Doppeleingang, der sich rund 40 m oberhalb der Unteren Schießerbachhöhle in einer Schichtfuge befindet. Die ganze Höhle ist von einem Gerinne durchflossen, das auf sekundärem Weg etwas unterhalb des Einganges ins Freie gelangt. Die zahlreichen Strudeltöpfe der Höhle, die anfangs nach Nordosten, im hintersten Teil nach Nordnordwest ziehen, sind bis zu 1,8 m tief. 25 m vor dem 1. Siphon, wo der Höhlengang endet, befindet sich eine 6 m hohe, jedoch gut griffige Wand. Hier befindet sich ein mit Bohrhaken verankertes Fixseil um den Aufstieg zu erleichtern. Es folgen weitere Siphone, die nur von Höhlentauchern befahren werden können.